# Volkspolizei See
Die Volkspolizei See (VP-See) war ein Teil der Kasernierten Volkspolizei der DDR. Sie entstand am 1. Juli 1952 durch Umbenennung der Seepolizei und wurde im März 1956 in die Seestreitkräfte der Nationalen Volksarmee, die spätere Volksmarine, überführt. Zur VP-See gehörte der Seehydrographische Dienst der DDR.

## Geschichte
Nach dem Ende des Zweiten Weltkrieges begann die Sowjetunion frühzeitig, die Aufrüstung in der Sowjetischen Besatzungszone (SBZ) und späteren DDR voranzutreiben. Bereits ab 1950 wurde mit Unterstützung sowjetischer Offiziere die „Hauptverwaltung Seepolizei“ aufgebaut, die am 1. Juli 1952 in „Volkspolizei See“ (VP-See) umbenannt wurde.
Zu diesem Zeitpunkt wurde aus Teilen der bisherigen Seepolizei eine neue „Grenzpolizei See“, die die innerdeutsche Grenze zu sichern hatte, als Teil der seit 1946 bestehenden Deutschen Grenzpolizei ausgegliedert. Sie erhielt von der Seepolizei acht Wachboote und einen Teil des Personals.
Die Führungsorganisation der Seepolizei wurde zunächst beibehalten, jedoch wurden die Bezeichnungen geändert. Die Hauptverwaltung Seepolizei (HVS) wurde in Stab der Volkspolizei-See umbenannt, an deren Spitze der Chef der VP-See stand. Er war zugleich Stellvertreter des Ministers des Innern. Nach dem Arbeiteraufstand am 17. Juni 1953 wurde die Kasernierte Volkspolizei umstrukturiert. An ihre Spitze trat ein Chef der KVP, zunächst Generalleutnant Heinz Hoffmann. Der Chef VP-See, Vizeadmiral Waldemar Verner, verlor seine Position als Stellvertreter des Ministers und der Stab der VP-See wurde im Juli 1953 von Berlin zunächst nach Stralsund-Parow, ein Jahr später nach Rostock verlegt.
Nach dem Beitritt der DDR zum Warschauer Pakt 1955 wurde die Überführung der VP-See in die neuen Seestreitkräfte der DDR vorbereitet und am 1. März 1956 vollzogen.

## Personal
Bei ihrer Aufstellung übernahm die VP-See die Teile des Personals der Seepolizei, die nicht in den Dienst der Grenzpolizei versetzt worden waren. Durch zahlreiche Einstellungen vor allem in der zweiten Jahreshälfte 1952 wurde der Personalbestand bis Ende 1952 auf etwa 5900 Mann mehr als verdoppelt. Viele der neu Eingestellten hatten keine militärischen Vorkenntnisse und wurden in Lehrgängen an den Schulen der VP-See ausgebildet. Ende 1952 konnten die ersten, noch in der Seepolizei ausgebildeten Offiziere ernannt werden. Im Herbst 1954 befanden sich allein 1478 so genannte Kursanten in der Offizierausbildung an der See-Offiziers-Lehranstalt in Parow und der Personalbestand ohne Zivilbeschäftigte betrug 8107 Offiziere, Unteroffiziere und Mannschaften.
Die Ausbildung höherer Offiziere erfolgte zu großen Teilen in der Sowjetunion. Bereits vor Gründung der DDR hatte die Sowjetische Militäradministration in Deutschland im Frühjahr 1949 angewiesen, 150 Kandidaten für Generals- und Stabsoffizieraufgaben aller Teilstreitkräfte zu identifizieren, die ab September 1949 in der Sowjetunion ausgebildet wurden. 1952 begannen erstmals 50 Angehörige der VP-See eine zweijährige Sonderausbildung zum Marineoffizier in Kaliningrad. Diese Ausbildung wurde ergänzt durch technische und Admiralstabslehrgänge in Leningrad, an denen ab 1954 Offiziere der VP-See teilnahmen. 1955 wurde der Chef der VP-See, Vizeadmiral Verner, zu einem solchen Admiralstabslehrgang nach Leningrad versetzt und bis zu seiner Rückkehr 1957, nunmehr als Chef der Seestreitkräfte der DDR, durch Konteradmiral Felix Scheffler vertreten.
Bis September 1952 führten die Angehörigen der VP-See Polizeibezeichnungen, danach wurden militärische Dienstgrade eingeführt. Während sich die Dienstgrade an früheren deutschen Bezeichnungen orientierten, waren die Uniformen und Dienstgradabzeichen an sowjetischen Vorbildern ausgerichtet.

## Schiffe
Die VP-See verfügte zunächst über eine kleine Zahl von Fahrzeugen, die sie von der Seepolizei übernommen hatte, darunter sechs Räumboote und einige Wachboote (KS-Boote). Außerdem hatte die Seepolizei einige größere Minensuchboote, so genannte Minenleg- und Räumboote (MLR-Boote), in Auftrag gegeben, deren erstes 1952 zulief. Von diesem Typ Habicht wurden zwölf Boote beschafft.
Nach sowjetischen Planungen sollte sie eine erhebliche Zahl von für die Kriegführung im Küstenvorfeld geeigneten Kriegsschiffen erhalten. Auf dieser Grundlage entwickelte die Leitung der VP-See 1952 einen Planungsvorschlag, der 1953 noch einmal erweitert wurde. Er sah die Beschaffung von insgesamt 314 Fahrzeugen, darunter 139 Kampfschiffe und 13 U-Boote vor. Diese Planungen erwiesen sich als unrealistisch und wurden nach dem 17. Juni 1953 teilweise revidiert.
Beim Übergang in die neuen Seestreitkräfte der DDR im März 1956 verfügte die VP-See über 12 MLR-Boote, 26 Wachboote, 27 kleine Räumboote und -pinassen, 23 Schulboote und -schiffe, 49 Hilfsschiffe und 2 Flak-Batterien, für die allerdings kein Personal vorhanden war.

## U-Boote
Am 5. Dezember 1952 wurde in Sassnitz-Dwasieden unter der Bezeichnung Sonderprojekt S 7 eine Uboot-Lehranstalt (ULA) aufgestellt, an der die Besatzungen für die vorgesehenen 13–14 U-Boote ausgebildet werden sollten. Kommandeur war der spätere Konteradmiral Heinrich Jordt. Es wurde erwartet, dass die sowjetische Marine eigene Boote oder Beuteboote der Kriegsmarine übergeben werde. Das Projekt wurde nach dem 17. Juni 1953 abgebrochen. Obwohl bis 1956 mehrere U-Boote der Kriegsmarine in der Ostsee geborgen und konserviert gesetzt wurden und sowjetische Planungen noch 1956 sechs U-Boote vorsahen, hat die Volksmarine später keine U-Boot-Waffe aufgebaut.

## Stützpunkte
Während die Seepolizei sich zunächst auf Wolgast abgestützt hatte, verlegte die VP-See die dort liegenden Boote im August nach Peenemünde auf Usedom. Außerdem wurde der Hafen Sassnitz auf Rügen wegen seiner größeren Wassertiefen ausgebaut. Ab 1954 wurden in Rostock-Hohe Düne und in Tarnewitz weiter westlich gelegene Stützpunkte aufgebaut.
Im Rahmen des gezielten Aufbaus von Seestreitkräften war außerdem vorgesehen, einen neuen großen Stützpunkt auf Rügen, den Rügenhafen, einzurichten. Dem waren sowjetische Überlegungen für einen eigenen Stützpunkt an dieser Stelle vorausgegangen. Die zum Großteil von Strafgefangenen zu leistenden Bauarbeiten an diesem Projekt wurden ebenfalls nach dem 17. Juni 1953, an dem sich auch ein Teil der Gefangenen beteiligte, eingestellt und später nicht wieder aufgenommen, obwohl es noch 1955 in den Planungen der VP-See als Hauptflottenbasis geführt wurde.